# 丹尼斯·威尔金森

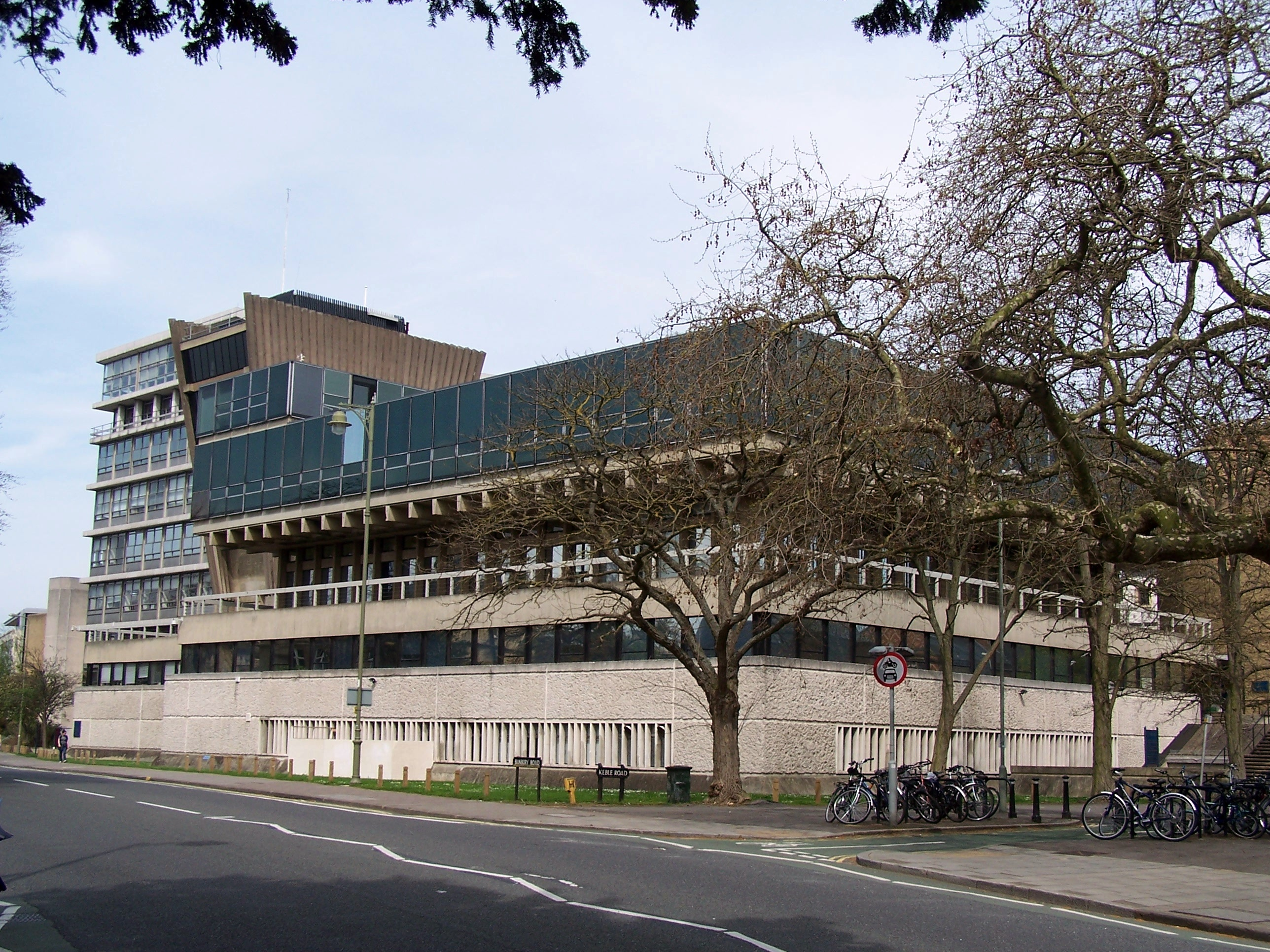
以丹尼斯·威尔金森命名的大楼（位于牛津大学物理系）

丹尼斯·黑格·威尔金森爵士（英語：Sir Denys Haigh Wilkinson，1922年9月5日—2016年4月22日），英国核物理学家。他发明了威尔金森類比數位轉換器。

## 生平
1922年生于約克郡利兹，1943年毕业于剑桥大学耶稣学院。曾在英国和加拿大参与第二次世界大战的原子核项目。1946年返回剑桥大学，1947年获得博士学位，1956年至1957年担任核物理学副教授。1956年当选皇家学会院士。1957年开始担任牛津大学核物理教授。1962年至1976年，担任核物理系主任。1976年至1987年，担任萨塞克斯大学副校长。1987年退休后，成为萨塞克斯大学物理学名誉教授。1985年至1993年，担任国际纯粹与应用物理学联合会副主席。他还曾任歐洲核子研究組織物理学第三委员会和电子学实验委员会主席。2016年4月22日逝世。

## 荣誉
1965年，他获得皇家学会颁发的休斯奖章。1974年获封下級勳位爵士。1980年获得皇家学会颁发的皇家獎章。同年，他还获得瑞典乌普萨拉大学数学科学学院名誉博士学位。2001年，他在牛津大学物理系资助建立的新大楼以他的名字命名。